# Родин, Виктор Семёнович
Ви́ктор Семёнович Родин (19 ноября 1928, село Дубровки, Средне-Волжская область — 17 сентября 2011, Москва) — член военного совета РВСН, начальник Политического управления РВСН (1985—1992), генерал-полковник (30.04.1982).

## Биография
С 1949 г. — в Советской армии. Окончил Ленинградское военно-политическое училище им. Ф. Энгельса (1954), Военно-политическую академию им. В. И. Ленина (1964), Военную академию Генерального штаба (1969).
- 1977—1982 гг. — начальник политического управления Туркестанского военного округа,
- 1982—1985 гг. — член Военного совета — начальник политуправления Юго-Западного направления,
- 1985—1991 гг. — член Военного совета — начальник политуправления Ракетных войск стратегического назначения.

Кандидат в члены ЦК КПСС (1986—1990).
Скончался в Москве 17 сентября 2011 года. Похоронен на Троекуровском кладбище.

## Награды и звания
Награждён орденами Октябрьской Революции, Красного Знамени, двумя орденами Красной Звезды, орденом «За службу Родине в Вооружённых Силах СССР» II и III степени, медалями СССР и РФ, а так же иностранными наградами.